# Чаквал
Чаквал (з.-пандж. چکوال, урду چکوال‎, англ. Chakwal) — город в пакистанской провинции Пенджаб, расположен в одноимённом округе.

## Географическое положение
Высота центра города составляет 498 м над уровнем моря.

## Демография
Население города по годам:
| 1961   | 1972   | 1981   | 1998   | 2010    |
| ------ | ------ | ------ | ------ | ------- |
| 16 843 | 29 143 | 43 670 | 80 620 | 117 221 |